# Пайтинг

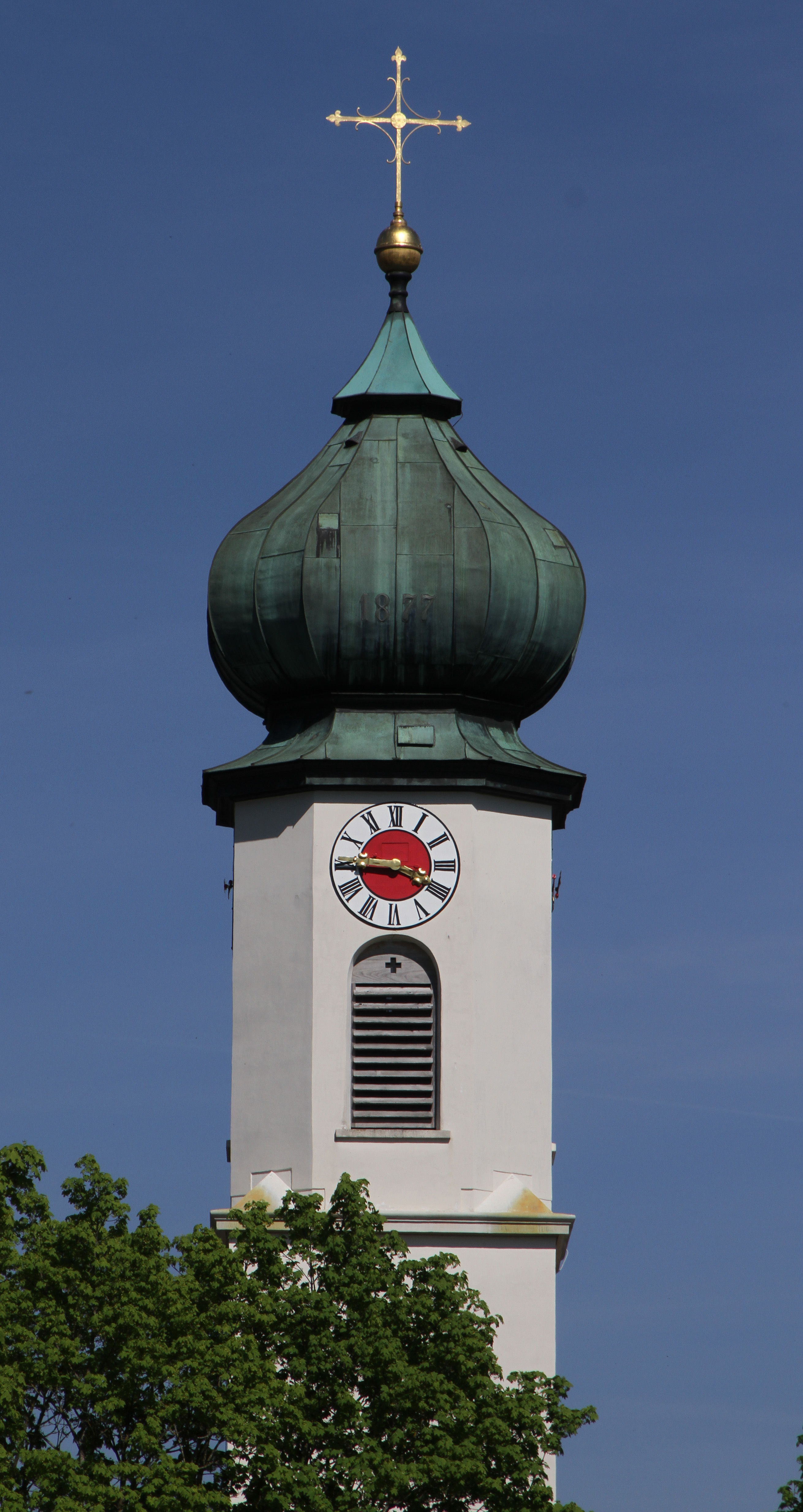

Пайтинг (нем. Peiting) — коммуна в Германии, в земле Бавария. 
Подчиняется административному округу Верхняя Бавария. Входит в состав района Вайльхайм-Шонгау.  Население составляет 11 611 человек (на 31 декабря 2010 года). Занимает площадь 75,14 км².